# Ramon Enrich

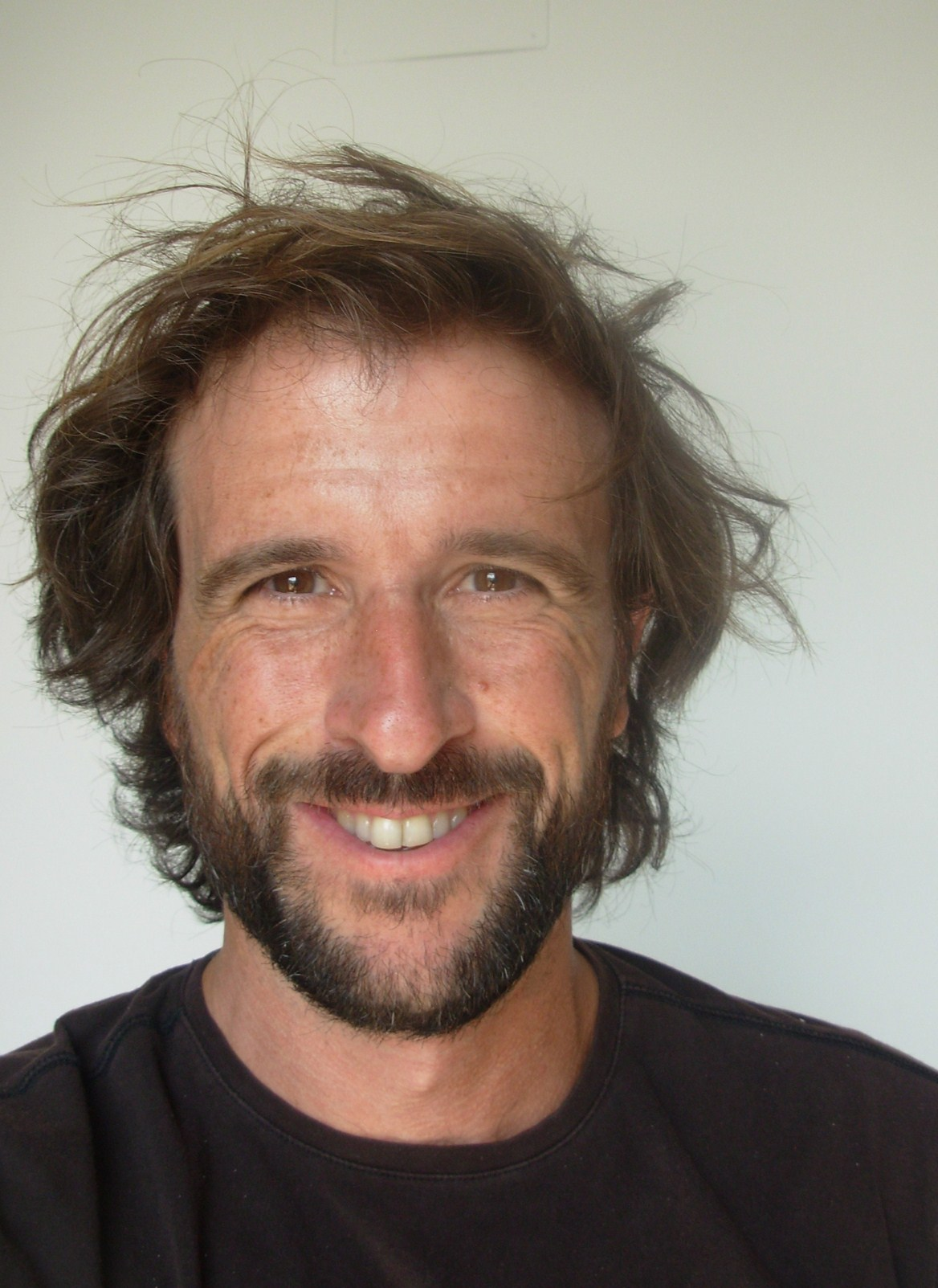
Ramon Enrich, 2008

Ramon Enrich (* 1968 in Igualada, Spanien) ist ein katalanischer Maler und Bildhauer.

## Leben
Das künstlerische Interesse von Ramon Enrich  wurde durch seinen Vater geweckt, einem Strickwarenfabrikanten mit einer Begabung für Zeichnen, Musik und Baukunst, die er autodidaktisch verfolgte. Durch dieses künstlerisch-musische Umfeld wurde Enrich von Kindesbeinen an gefördert.
Er studierte Bildende Kunst in Barcelona, sowie Geschichte (ohne Abschluss) und Graphik. Ende der 1980er Jahre erhielt er mehrere Stipendien für Arbeitsaufenthalte und Ausstellungen im Ausland. Lange Zeit war er Gaststipendiat im Kulturzentrum Mousonturm in Frankfurt am Main und mehrfach für Arbeitsaufenthalte in Berlin. Als ein großer Bewunderer von Donald Judd ging er 1988 nach Marfa, Texas, USA, wo Judd lebte. Die während seines Aufenthaltes in Texas entstandenen Gemälde stellte er in der Chinati Foundation sowie in der Donald Judd Stiftung aus. Danach führte ihn eine Reise nach Los Angeles, wo er Ed Ruscha kennenlernte und mit David Hockney arbeitete. Später ließ er sich eine Zeitlang in New York nieder, wo er im Atelier von Julian Schnabel assistierte.
Enrich hatte zahlreiche Ausstellungen in Barcelona, Amsterdam, Hongkong, New York, Brüssel und Paris. Momentan lebt und arbeitet er in Igualada bei Barcelona.

## Das malerische Werk
In Enrichs Bildern gibt es eine Reihe wiederkehrender Themen, die sich mit der Beziehung von Architektur und Landschaft befassen. Er malt große verlassen wirkende Szenarien, die mit einigen architektonischen und pflanzlichen Elementen  versetzt sind. Dabei gilt sein besonderes Interesse  der Vereinfachung und der Darstellung des Essentiellen der Dinge. Große Leinwände mit  unbewegten mysteriösen Choreographien, ausgehend von einer Wirklichkeit, die Geometrie und Metaphysik verschleiern. Er spielt mit einer Vielzahl symbolischer Zeichen: großen Typographien, der Zypresse, Fabrikhallen, Wasserreservoirs, Zisternen, Rampen, barocken Gärten. Seine Gemälde sind zeitlos und stehen in gewisser Nähe zum Surrealismus. Bisweilen spiegeln sie einen ironischen Umgang mit Landschaft wider, gleichzeitig knüpfen sie an die romantischen Tradition des Genres an.

## Wichtige Ausstellungen
- 1993: Universitätsmuseum für Bildende Kunst, Marburg
- 1994: Mousonturm, Frankfurt am Main
- 1994: Galeria Trece, Ventalló, Katalonien
- 1994: Museum für Moderne Kunst, Mittelhof
- 1999: Rare Art Properties, New York
- 1999: Galerie Pfund, Berlin
- 2001: Galerie Martin, Hongkong
- 2001: Galerie Àmbit, Barcelona
- 2002: Galerie Ignacio de Lassaleta, Barcelona
- 2002: Galerie Spectrum, Saragossa
- 2003: Galerie Arcturus, Paris
- 2003: Nord LB Bank, Hamburg
- 2005: Maison Kregg, Brüssel
- 2005: Galerie Il Polittico, Rome
- 2005: Sala Parés, Barcelona
- 2006: Galerie Hof & Huyser, Amsterdam
- 2006: Kunstmesse Art International, Zurich
- 2008: Museum von Llavaneres, Katalonien
- 2009: Galeria María José Castellví, Barcelona
- 2011: kd.Kunst, Wallhöfen bei Bremen

## Werke in öffentlichen und privaten Sammlungen
- Sammlung La Caixa, Barcelona
- Sammlung Banco Santander, Madrid
- Stiftung Vila Casas, Barcelona
- Sammlung Boudouin, Brüssel
- Sammlung des Círculo Ecuestre, Barcelona
- Sammlung Blachère, Apt, Südfrankreich
- Sammlung der Stadt Barcelona
- Stiftung Coca Cola, Madrid
- Tanaka Foundation, Tokio
- Sammlung NH, Madrid
- Sammlung Ducasse, Paris
- Donald Judd Collection, Marfa, USA
- David Hockney Private Collection, Los Angeles
- Stiftung Telefónica, Madrid
- Privatsammlung Carmen und Lluís Bassat, Barcelona
- Museum der Wasser, Barcelona
- Sammlung des Círculo de Bellas Artes, Madrid
- Sammlung Deutsche Bank, Frankfurt am Main
- Norman Foster Private Collection, London
- Sammlung Eric Spiekerman, Berlin
- Sammlung Arisa, Madrid
- Sammlung Eneco, Rotterdam

## Projekte/Auszeichnungen
- Erster Preis für Illustration für das Buch Maison Léopold, Versailles, France
- Illustrations des Buches Tres Nadals und Tres Navidades von Quim Monzó, Quaderns Crema Verlag und Acantilado Verlag
- Illustration des Covers von Catalan Writing, Catalan Pen Club
- Illustrations des Buches Ferran Adrià, El Bulli von Óscar Caballero, Verlag Agnès Vienot
- Zusammenarbeit mit dem Designer David Carson (Quatrat 9, Espai Gràfic)
- Mappe mit Druckgrafiken für ein Projekt des Studios b-720 und David Chipperfield
- Zeichnungen für das Projekt Ciutat Metropolitana von Jean Nouvel
- Gestaltung des Taschenkalenders der Bibliothek von Barcelona
- Skulpturenprojekt der Sparkassen, Frankfurt
- Skulptur im öffentlichen Raum, Igualada.

Über Ramon Enrich haben folgende Autoren und Künstler geschrieben:
- David Hockney, Quim Monzó, Lluís Pasqual, Narcís Comadira, Anatxu Zabalbeascoa, Enric Miralles, Lluís Bassat, Daniel Giralt Miracle, Luis Eduardo Aute, Anton Maria Espadaler